# World Journal of Surgical Oncology
Das World Journal of Surgical Oncology, abgekürzt World J. Surg. Oncol., ist eine wissenschaftliche Fachzeitschrift, die vom Biomed Central-Verlag veröffentlicht wird. Die Zeitschrift erscheint ausschließlich online und ist frei zugänglich. Es werden Arbeiten aus dem Bereich der onkologischen Chirurgie veröffentlicht.
Der Impact Factor lag im Jahr 2015 bei 1,286. Nach der Statistik des ISI Web of Knowledge wird das Journal mit diesem Impact Factor in der Kategorie Chirurgie an 107. Stelle von 198 Zeitschriften und in der Kategorie Onkologie an 188. Stelle von 213 Zeitschriften geführt.